# 名阪国道

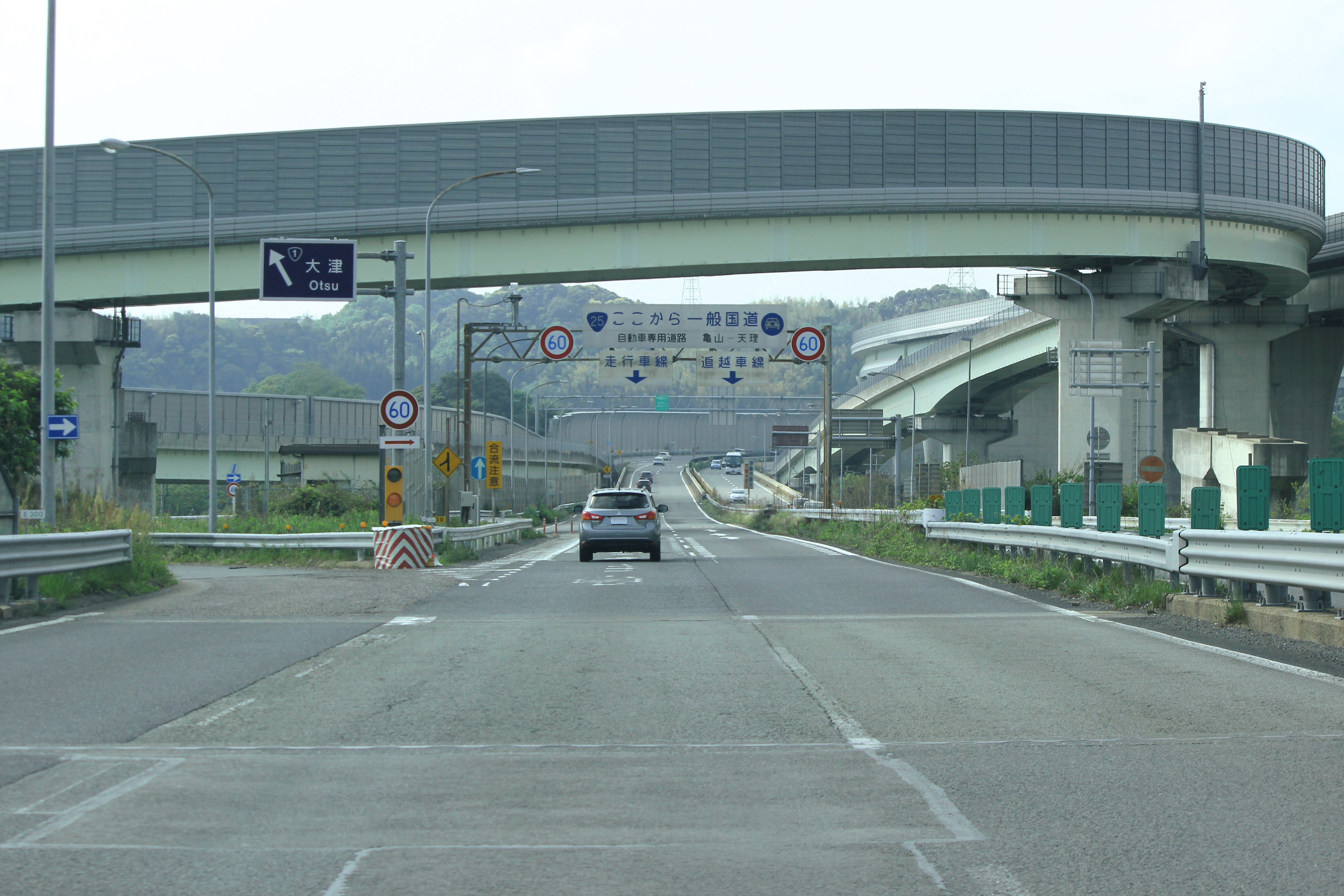
名阪国道　起点
三重県亀山市　亀山IC付近

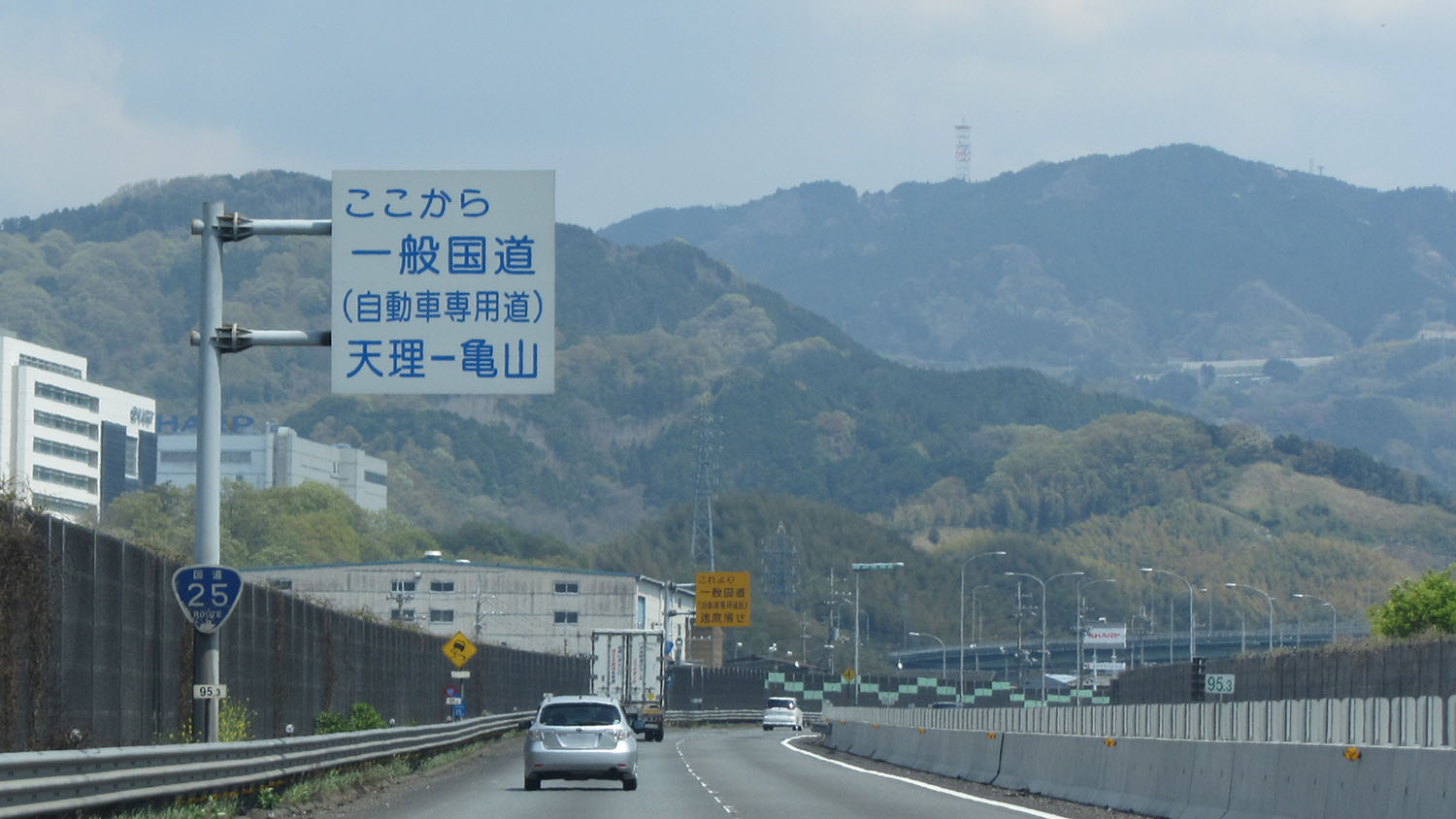
名阪国道　終点
奈良県天理市　天理IC付近

名阪国道（めいはんこくどう、英語: MEIHAN EXPWY）は、一般国道25号のバイパス道路で、三重県亀山市の亀山インターチェンジ (IC) から、伊賀市などを経由し、奈良県天理市の天理ICへ至る高速自動車国道に並行する一般国道自動車専用道路である。略称は名阪（めいはん）。法的根拠である国土開発幹線自動車道としての路線名は、近畿自動車道名古屋大阪線（亀山市 - 松原市）である。
高速道路ナンバリングによる路線番号は、西名阪自動車道とともに「E25」が割り振られている。

## 概要
東名阪自動車道（東名阪）と西名阪自動車道（西名阪）の間に位置する日本の高規格幹線道路網を構成する道路の一つで、両端が東名阪・西名阪の両自動車道と直結した一般国道25号の自動車専用道路である。また、中京圏と近畿圏とを結ぶ幹線道路として、京都を経由する名神高速道路・新名神高速道路とならび、奈良県を経由する高速道路網の一部を構成しており、名古屋 - 大阪間の最短のルートとして知られる。
高規格幹線道路の区分では、高速自動車国道ではなく「高速自動車国道に並行する一般国道の自動車専用道路」（A' 路線）にカテゴリされる。亀山IC - 天理IC間の総延長は73.3キロメートル (km) で全区間4車線（片側2車線）。125 cc以下の二輪車は通行禁止となっている。名阪国道の歴史は、有料高速道路である東名阪自動車道と西名阪自動車道よりも古く、1965年の開通以来、通行料金は無料である。最低速度規制がないため、小型特殊自動車も通行が可能である。
福住IC - 天理東ICにΩカーブと呼ばれる急カーブ（最小曲率半径150メートル (m)、設計速度60 km/h）があり、最高速度は一部区間で70 km/h、他区間60 km/h（雨天等の悪天候時は50 km/h）に制限されている。また、通常の高速道路よりもインターチェンジ間の距離が短く、数も多い。
交通量が多く、トラックを中心とした交通事故が多発していることが知られており、長らく全国の自動車専用道路10 kmあたり事故発生件数では全国ワーストとなっている。

### キロポスト・道路標識
キロポストは三重県内が亀山ICからのキロ数であるのに対し、奈良県内は国道25号の起点からのキロ数表示となっている。このため両県の県境（五月橋ICの名古屋方）でキロ数表示が連続していない。
標識は、全線にわたって高速自動車国道や自動車専用道路に準じた緑色に白字のものが設置されている。使用されている書体は、三重県内が丸ゴシック体（ナール）であるのに対し、奈良県内は「道路公団標準文字（公団ゴシック）」である。本線およびインターチェンジでの案内標識では路線の起終点にあたる「亀山」「天理」ではなく、「名古屋」「大阪」の方面で案内される。
最高速度の標識も、奈良県側では高速自動車国道や自動車専用道路に準じた可変式のものが設置されている。

### 路線データ
- 本線（Google マップ）
  - 起点：三重県亀山市太岡寺町（亀山IC＝東名阪自動車道接続点）
  - 終点：奈良県天理市櫟本町（天理IC＝西名阪自動車道接続点）
- 延長：73.3 km
- 道路規格：第1種第3級（奈良県内の一部区間は第1種第4級）（自動車専用道路）
- 車線数：4車線
- 最高速度：60 km/h（以下の区間を除く）
  - 神野口IC - 福住IC：70 km/h
  - 伊賀SA - 五月橋IC：70 km/h
- 最急勾配：6%
- 最小半径：150m

## インターチェンジなど

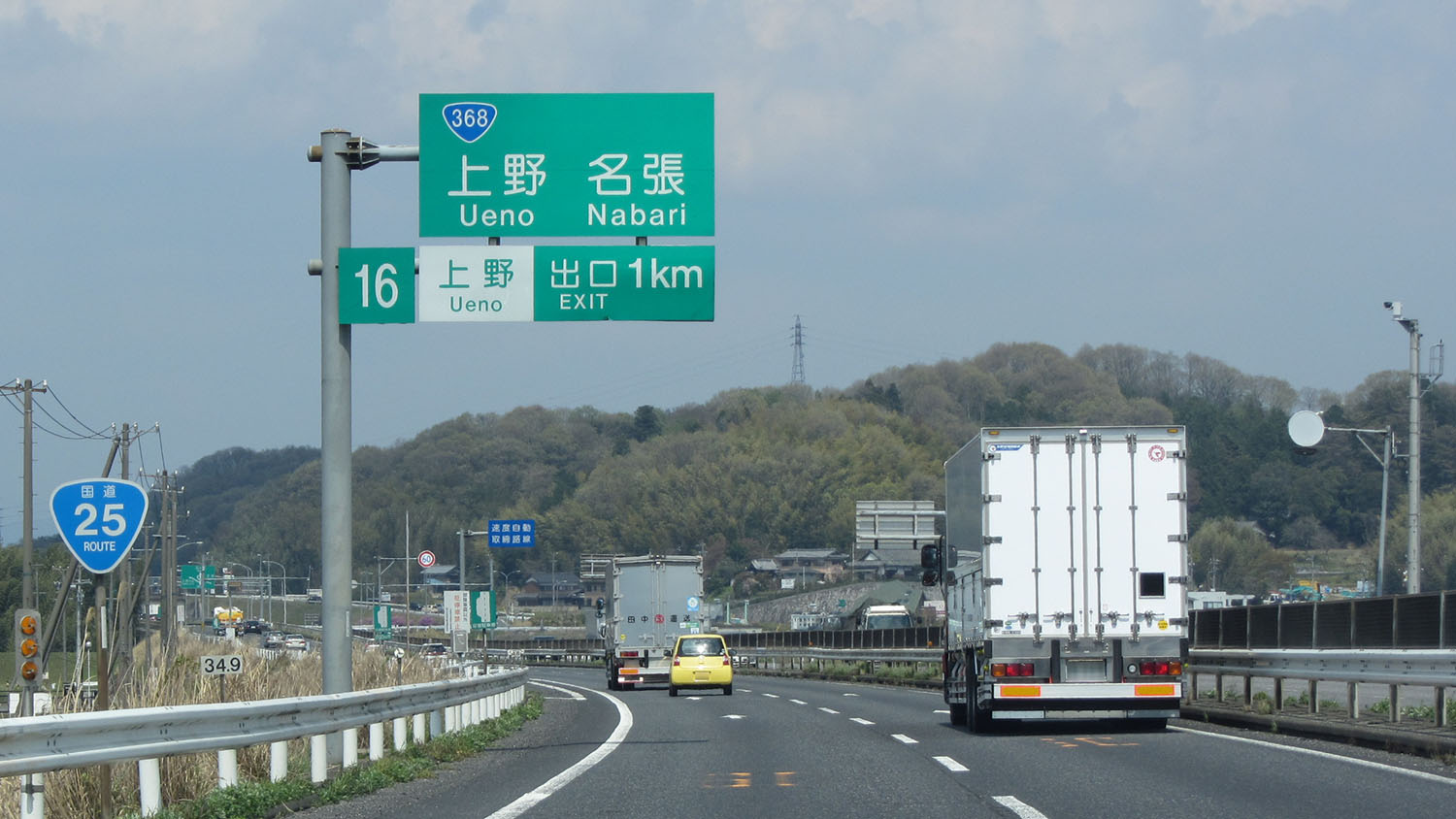
上野IC付近

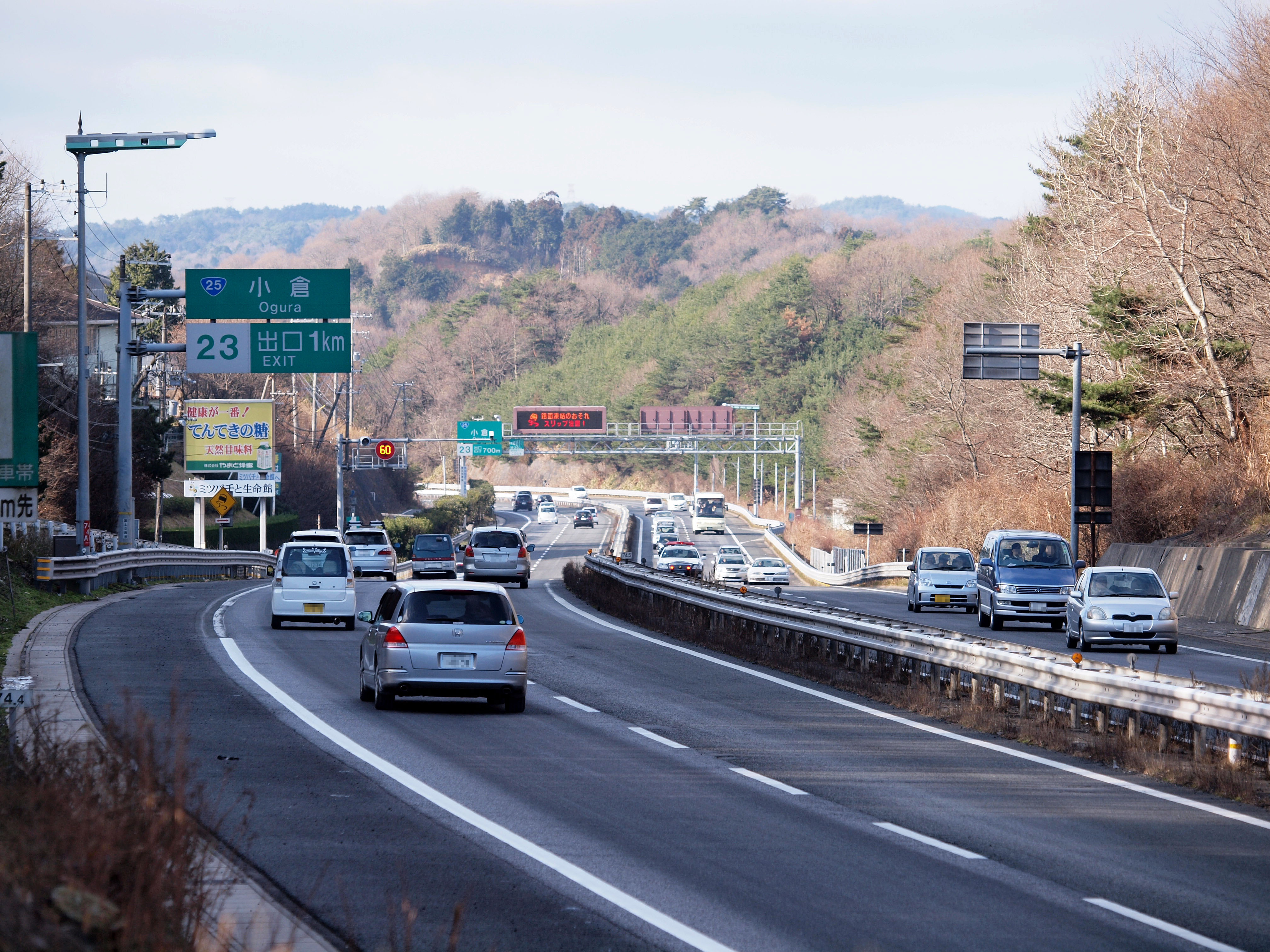
小倉IC付近

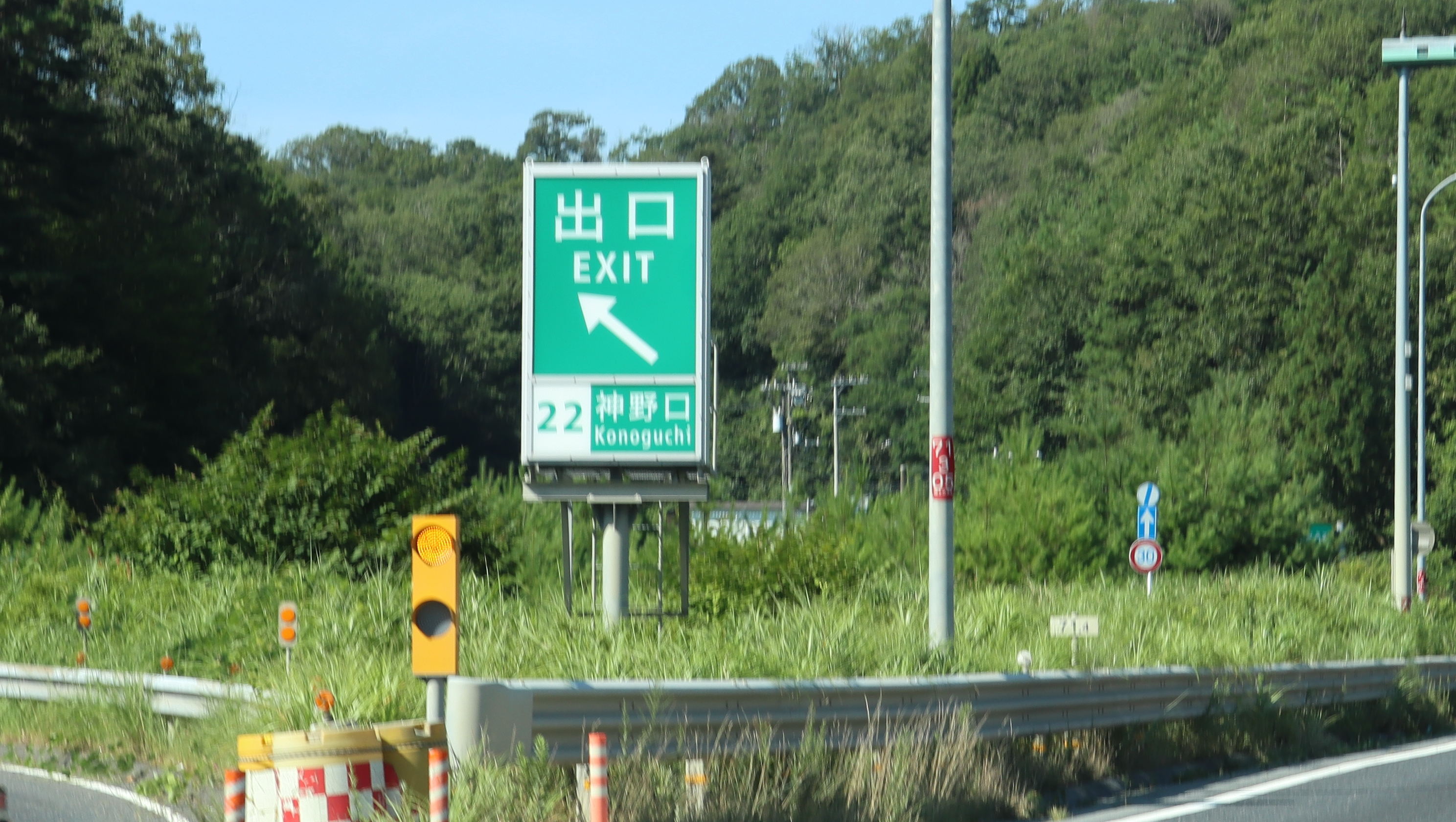
神野口IC 下り線

名阪国道では、一般的な高速道路よりもインターチェンジ (IC) の数が多く、約73 km区間中に30か所ある。2 - 3 km間隔ごとにICがあり、有料道路ではないことから料金所を設ける必要がなく、一般道から本線につながるランプのみの簡易的な作りをしている。
- IC番号欄の背景色が■である部分については道路が供用済みの区間を示している。また、施設名欄の背景色が■である部分は施設が供用されていない、または完成していないことを示す。未開通区間の名称は仮称。
- BS（バス停留所）のうち、○は運用中、◆は休止中の施設。無印はBSなし。名阪国道に属しないBSは除く。なお、関IC・御代ICのバス停は△としている。IC近隣に設置された施設でIC設備からも離れており、当路線に属すBSではないが実際の運用上の扱いは一緒である。
- 英略字は以下の項目を示す。
IC：インターチェンジ、JCT：ジャンクション、SA：サービスエリア、BS：バスストップ、TN：トンネル、BR：橋、RS：道の駅

| IC 番号            | 施設名                            | 接続路線名                                      | 亀山 から (km) | BS | 備考                                     | 所在地 | 所在地        |
| ------------------ | --------------------------------- | ----------------------------------------------- | -------------- | -- | ---------------------------------------- | ------ | ------------- |
| E23 東名阪自動車道 |                                   |                                                 |                |    |                                          |        |               |
| 1                  | 亀山IC                            | 国道1号（国道25号重複）                         | 0.0            |    |                                          |        |               |
| -                  | 神辺JCT                           | 国道1号（関バイパス）                           | (0.5)          |    | 大阪方面からの出口、大阪方面への入口のみ |        |               |
| 34                 | 関JCT/伊勢関IC                    | E23 伊勢自動車道                                | 1.7            |    | 伊勢方面のみ分岐・接続出入口             | 三重県 | 亀山市        |
| 2                  | 関IC                              | 県道10号津関線                                  | 2.8            | △  |                                          | 三重県 | 亀山市        |
| 3                  | 久我IC                            |                                                 | 6.1            |    |                                          | 三重県 | 亀山市        |
| -                  | 関トンネル                        |                                                 | ↓              |    | 下り線1110m・上り線1140m                 | 三重県 | 亀山市        |
| 4                  | 向井IC                            |                                                 | 8.5            |    |                                          | 三重県 | 亀山市        |
| 5                  | 板屋IC                            | 国道25号（現道）                                | 10.5           |    |                                          | 三重県 | 亀山市        |
| 6                  | 南在家IC                          | 県道668号関大山田線                             | 11.6           |    |                                          | 三重県 | 亀山市        |
| -                  | 加太トンネル                      |                                                 | ↓              |    | 下り線495m・上り線500m                   | 三重県 | 亀山市        |
| -                  | 加太トンネル                      | 伊賀市                                          | ↓              |    | 下り線495m・上り線500m                   | 三重県 |               |
| 7                  | 伊賀IC                            | 国道25号（現道） 県道50号伊賀信楽線             | 16.7           |    |                                          | 三重県 |               |
| -                  | 伊賀SA                            |                                                 | 16.9           |    | 天理方面は 別名「道の駅いが」            | 三重県 |               |
| 8                  | 上柘植IC                          | 名神名阪連絡道路（調査中） 県道4号草津伊賀線    | 18.6           |    |                                          | 三重県 |               |
| 9                  | 下柘植IC                          | 県道146号伊賀大山田線                           | 21.1           |    |                                          | 三重県 |               |
| 10                 | 御代IC                            | 県道2号伊賀青山線                               | 22.4           | △  |                                          | 三重県 |               |
| 11                 | 壬生野IC                          | 県道49号甲南阿山伊賀線                          | 23.1           |    |                                          | 三重県 |               |
| 12                 | 伊賀一之宮IC/BS                   | 県道138号信楽上野線 県道676号寺田佐那具停車場線 | 26.8           | ◆  |                                          | 三重県 |               |
| 13                 | 中瀬IC                            | 国道163号                                       | 29.2           |    |                                          | 三重県 |               |
| 14                 | 友生IC/BS                         | 県道56号上野大山田線                            | 31.3           | ◆  |                                          | 三重県 |               |
| 15                 | 上野東IC                          | 国道422号                                       | 32.8           |    |                                          | 三重県 |               |
| 16                 | 上野IC                            | 国道368号                                       | 34.0           |    |                                          | 三重県 |               |
| 17                 | 大内IC/BS                         |                                                 | 35.4           | ○  |                                          | 三重県 |               |
| -                  | 上野PA 七本木BS                   |                                                 | 37.3           | ◆  | PAは下り線（天理方面）のみ               | 三重県 |               |
| 18                 | 白樫IC/BS                         | 県道686号上野島ヶ原線                           | 38.3           | ○  |                                          | 三重県 |               |
| 19                 | 治田IC/BS                         | 県道687号治田山出線                             | 40.4           | ◆  |                                          | 三重県 |               |
| 20                 | 五月橋IC/SA                       | 国道25号（現道）                                | 42.3           |    | SAは2012年3月31日をもって廃止            | 奈良県 | 山辺郡 山添村 |
| -                  | 五月橋BS                          |                                                 | ↓              | ◆  |                                          | 奈良県 | 山辺郡 山添村 |
| 21                 | 山添IC/BS                         | 県道80号奈良名張線                              | 45.0           | ○  |                                          | 奈良県 | 山辺郡 山添村 |
| 22                 | 神野口IC/BS                       | 国道25号（現道） 県道214号月瀬三ケ谷線          | 49.5           | ○  |                                          | 奈良県 | 山辺郡 山添村 |
| -                  | 切幡BS                            |                                                 | ↓              | ○  |                                          | 奈良県 | 山辺郡 山添村 |
| 23                 | 小倉IC                            | 国道25号（現道） 県道127号北野吐山線            | 53.6           |    | 同IC手前に「標高510m」の標識有り         | 奈良県 | 奈良市        |
| -                  | 小倉BS                            |                                                 | ↓              | ○  |                                          | 奈良県 | 奈良市        |
| 24                 | 針IC 道の駅針T・R・S 針インターBS | 国道369号                                       | 56.4           | ○  |                                          | 奈良県 | 奈良市        |
| -                  | 針BS                              |                                                 | ↓              | ○  |                                          | 奈良県 | 奈良市        |
| 25                 | 一本松IC/BS                       | 国道25号（現道）                                | 58.7           | ○  |                                          | 奈良県 | 奈良市        |
| 26                 | 福住IC                            | 国道25号（現道） 県道192号福住横田線            | 61.4           |    | ここからΩカーブ                          | 奈良県 | 天理市        |
| -                  | 福住BS                            |                                                 | ↓              | ○  |                                          | 奈良県 | 天理市        |
| -                  | 高峰SA                            |                                                 | 64.0           |    | 下り線（天理方面）のみ                   | 奈良県 | 奈良市        |
| 27                 | 五ヶ谷IC/BS                       |                                                 | 67.6           | ○  |                                          | 奈良県 | 奈良市        |
| 28                 | 天理東IC 岩屋BS                   | 県道51号天理環状線 県道192号福住横田線          | 71.2           | ○  | Ωカーブここまで                          | 奈良県 | 天理市        |
| 29                 | 天理IC                            | 国道169号                                       | 73.3           |    |                                          | 奈良県 | 天理市        |
| E25 西名阪自動車道 |                                   |                                                 |                |    |                                          |        |               |

## 歴史
戦前の弾丸道路計画では、名古屋-大阪間は、伊賀盆地から木津を抜けて大阪へ結んでいたが、終戦となり調査も消滅した。しかし、1953年（昭和28年）5月に2級国道163号（関、伊賀、上野、笠置、木津ルート）として認定された。また、名神高速道路の比較路線として検討されたことがある。なお、1961年（昭和36年）頃、日本道路公団（現在のNEXCO中日本・西日本）が有料道路「大四道路」として、国道163号の改良ルートとも言うべき道路計画を立案し調査を開始し、大四道路の必要性が立証された。建設省も当初、有料、無料でいろいろ論議があった。早く仕上げるのは有料道路だということで一時は有料に落ち着いたが、その後、早くできても有料なら利用しにくいと地元側の要望が出て、一部区間だけは無料となった。奈良県知事を務めた奥田良三は、名阪国道は当初全線を有料道路として計画されたが、山間地方だけは県が地元負担をするから公共道路として無料の道にすべきと主張し、三重県の同調を得たため、両端が有料で天理-亀山間が無料となったと述べている。
1962年（昭和37年）5月1日に、当時の一級国道25号の四日市市 - 大和郡山市間の指定が政令公布された。この路線は、国道163号のうち、四日市市から上野市までと、地方道上野天理線を合わせて大阪市に至る新ルートとして認定された。1級国道への昇格が決定すると同時に、建設省で調査を開始したが、この調査中に、河野一郎建設大臣のもとで早期着工、早期開通の方針が検討され、1963年（昭和38年）1月、国道25号改築工事の早期着工が建設大臣の指示により決定した。

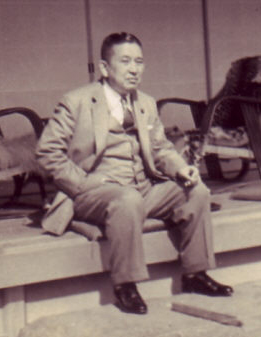
河野一郎。1962年 - 1964年の建設大臣時代は、東京オリンピックに向けた道路などの整備に辣腕をふるった。

国道25号1級国道昇格の政令が施行された1963年（昭和38年）4月には、建設省名阪国道工事事務所が発足し、4月5日の河野一郎建設大臣の視察を機に、供用開始の目標が示され、いわゆる「千日道路」の計画が確定した。もともと名阪国道は、1級国道の1種山地部道路の規格として設計開始したが、1963年（昭和38年）9月に至り、新道路整備5ケ年計画の基本構想により、名阪国道が主要幹線の一つとして、将来、自動車専用道路としての機能を果たすべく高速自動車国道の規格をとることとし、3級および4級区間として構造規格の修正を行った。このいきさつにより「準高速道路」という見地から路肩、分離帯、建築限界のとり方については特例を適用することによって縮小している。更には山地部における急勾配区間の登坂車線も、インターチェンジなどにおける加減速車線長など、すべて「準高速道路」という見地からこれを設置しないか、又は規格を落としている。
河野の公約である「1000日間で完成させる」という目標が立てられていたことから「千日道路」と呼ばれた。とする説があるが、元建設省職員の武部健一は、河野大臣の天理教の大会に間に合わせろというのが千日のターゲットだったと述べ、建設省道路局長・事務次官を務めた高橋国一郎はそれに賛同しつつ、河野大臣に何日でできるかと質問された名阪国道工事事務所長（当時）の住友栄吉が「千日でつくります」と答えたところ、河野大臣が気に入って「よし、千日でやれ」と命令したので「千日道路」になったと述べている。なお、名阪国道供用開始直後の1966年（昭和41）年1月26日から天理教の「教祖80年祭」が行われており、武部らの発言を裏付けている。
1964年（昭和39年）1月、伊勢神宮を参拝した河野建設大臣に対し、三重県の田中覚知事が「名阪国道の早期完成による地元負担金（道路法第50条によれば、国道の新設又は改築に要する費用は国がその3分の2を、都道府県がその3分の1を負担することとされている。）が、三重県財政に致命的な影響を及ぼす」ということで、建設省の直轄施工から日本道路公団施工の有料道路に変更の陳情があり、これに対し河野大臣が「検討してもよい」と言明したため、地元民に与えた影響は大きく、用地交渉は停止し、道路が中断しかねない問題に発展した。また時を同じくして、向こう3ケ年の予算が要望額より相当下回る見とおしとなり、そのため計画を再検討し、全線開通はあきらめ一部区間は現道利用や側道利用などの可能性が議論された。しかし、後述「有料道路とすることの問題点」等により引き続き無料の一般国道として供用することとなった。なお、緑色の標識は自動車専用道路を意味するものであり、有料か無料かは関係ない。
用地買収については、念願していた道路ができるということで、地主の1人1人までみなでこの道路を作り上げて行こうという熱意があり、名阪国道の場合には、誰からも一言も反対の言葉は聞かれなかった。実際、ルートの決定から、用地買収、トンネルや橋の建設なども含めて「約束の40年クリスマス・イブを待たず」1000日以内に完成し、1965年（昭和40年）12月16日に暫定2車線で開通している（但しその内、天理IC - 五ヶ谷間の天理東ICは、4年3か月後の1970年（昭和45年）3月25日新たに供用開始となった）。
なお、日本道路公団は、1967年（昭和42年）当時、国道25号の一般有料道路「大阪天理道路（現在の西名阪自動車道）」の説明として「名阪国道の建設が建設省直轄事業として行われていますが、本道路は、名阪国道のうち、大阪府松原市から奈良県天理市に至る区間を公団が受け持ち、有料道路として建設するものです」と述べ、松原-天理間の有料道路部分も含めて「名阪国道」であるとの認識を示している。
名阪国道の開通から3年あまり経った1969年（昭和44年）3月21日に、国道25号の一般有料道路・西名阪道路（現・西名阪自動車道）天理-松原間が開通し、翌年の1970年（昭和45年）4月17日に、国道1号の一般有料道路・東名阪道路（現・東名阪自動車道）四日市-亀山間が開通したことにより、西名阪・名阪・東名阪の3つを合わせた国土開発幹線自動車道の近畿自動車道名古屋大阪線（近畿自動車道名古屋大阪線は、1966年（昭和41年）に国土開発縦貫自動車道建設法が改正された際に追加された。）の形が概成した。なお、西名阪道路と東名阪道路が一般国道から高速自動車国道に切り替えられたのは、1973年（昭和48年）4月1日である。1977年（昭和52年）度に天理ICから五月橋IC間、1980年（昭和55年）3月26日には、名阪国道全線の4車線が完成して、現在の形になった。
1975年（昭和50年）10月22日には、途中の関JCTから伊勢自動車道が分岐し、関JCT - 亀山IC間の名阪国道を介して東名阪自動車道と接続する形となっていた。しかし、無料区間を挟むため、かつて伊勢・東名阪の両自動車道に設置されていた関本線料金所（現・伊勢関IC）（伊勢道）と、鈴鹿本線料金所（東名阪道）が揃って「渋滞の原因」となっていた。その渋滞を解消する為、2005年（平成17年）3月13日に「亀山直結線」が開通すると同時に、関・鈴鹿両本線料金所を共に廃止し、名阪国道を通らずに両自動車道が直結された。但し、名阪国道との分岐・接続部分の出入口は、現在でも「関JCT」として存続されている。
警察庁および国土交通省により、全国的に交通状況に応じた「より合理的な速度規制」についての取り組みが名阪国道でも実施されており、防護柵の強化や視距改良などの安全対策により、道路構造上70 km/h走行の条件を満たした奈良県内の神野口ICから福住ICまでの区間において、2012年（平成24年）10月4日より、70 km/h規制に見直された。また、三重県内の伊賀ICから上野東ICまでの延長約16 kmも、2014年（平成26年）1月末に70 km/h規制に見直された。さらに、上野東ICから県境付近（五月橋IC）までの延長約9 kmも、2014年（平成26年）度中に70 km/h規制に見直された。
速度規制が緩和されたことに伴い、路線バス・天理都祁線を運行する奈良交通榛原営業所所属のいすゞ・エルガミオに最高速度を60 km/hに制限するリミッターを設置し、従来通りの立席乗車を認める措置が執られている。
一方で三重交通伊賀営業所が運行する上野天理線においては、座席数が多くエンジン出力の高い車種への置き換えを進め、立席乗車を禁止する措置が執られている。

### 旧道が国道のまま残っている理由
バイパス道路が自動車専用道路である場合は、通行可能な車両が制限されるため、旧道が国道のまま残っているケースがあり、国道25号もこれに該当する。

### 有料道路とすることの問題点
前述のように、当初は有料道路方式も考慮された名阪国道は、地元奈良県及び三重県の費用負担により、亀山-天理間を無料として工事に着手したが、1964年には工事費の負担の問題などから、有料道路に変更して建設することも検討された。しかし、有料にした場合は次のような問題点があったため、当初の予定通り無料の一般道路として建設された。
- 「1　構造規格の再検討を必要とする」準高速道路扱いで特例を適用した構造規格であったが、有料にする場合は、登坂車線、インターチェンジや休憩施設の加減速車線長など、構造規格の再考察が必要となること[14]。
- 「2　インターチェンジの制限を必要とする」料金徴収や出入制限のため、三重県内のIC数を17か所から3か所程度に制限する必要がある。それにより、沿線地区の直接利用が不可能になることの反響も無視できない。さらに料金所を設置するために1か所当たりの建設費用（名阪国道A級ICが１箇所5000万円の計画であるのに名神高速道路の実例で5億円から11億円）がかかること[26]。
- 「3　側道の施工を先行する必要が生じる」 トンネル区間を除いた大部分の区間で側道を計画しているが、当初はこれを施工せずに、第2期施工の際に側道を考慮する予定であった。しかし、有料となると側道を同時施工する要求がなされると考えねばならず、これを考慮すると、第1期施工の切土を第2期施工の盛土として使用することができなくなり、工費及び工期に大きな影響を与えること[27]。
- 「4　用地の取得が非常に困難となる」公共道路（無料）として整備すると住民に説明して地元協議を行っていたが、有料となると現在迄の用地交渉用地を白紙に戻すという通告まで受けている。また名神高速道路と公共事業における用地単価の差額を指摘されていた現実からみても、相当困難な状態が発生することは想像にかたくない[27]。
- 「5　事務引き継ぎ上の問題点」 ①日本道路公団自らが施工する場合と②建設省が公団から委託を受けて施工するという2方法が考えられるが、事務引継などから停滞必至であること[28]。
- 「6　工期を延長する必要がある」以上の問題点を解決するには工期を延長する必要があり、1000日間で完成させるという目標が達成できなくなること[29]。
- 「7　事業費を大幅に増額する必要がある」当初の計画では、三重県内42 kmの暫定2車線供用までの事業費が110億円であったが、有料道路にすると暫定2車線でも160億円程度になると考えられ、これは全巾完成の事業費175億円に匹敵して、事業費を大幅に増額する必要があること[29]。
- 「8　1000日開通は根本的に不可能である」片側2車線でも工事量からみて常識を上回る規模であるが、有料道路とした場合片側開通という過渡的な状態で供用開始できるかどうか大きな問題となる[29]。
- 「9　現25号を改良する必要がある」当時、国道25号（現道）の道路改良率はわずか10 %であり、名阪国道が有料となれば、一級国道（当時の等級）として存続する現道を改良しなければならず、相当程度の事業費が必要となる他用地買収等の困難な事態に直面すること[29]。

なお、建設省名阪国道事務所は、県の負担軽減のために有料道路化を陳情した三重県に対し「1級および2級国道の昇格に運動し、昇格したら早期完成をうたいながら、分担能力がないから全額国庫負担或いは、有料道路とは言語道断といわざるを得ない」と厳しく批判している。
一方、奈良県知事・荒井正吾（当時）は、2019年9月10日に、接続する一般道路の交通量が過密になっていることを理由として、奈良県内区間の有料化を国へ陳情した。

## 路線状況

### 車線・最高速度
| 区間                | 車線   | 車線   | 車線   | 最高速度 | 設計速度 | 備考   |
| 区間                | 上下線 | 上り線 | 下り線 | 最高速度 | 設計速度 | 備考   |
| ------------------- | ------ | ------ | ------ | -------- | -------- | ------ |
| 亀山IC - 関IC       | 4      | 2      | 2      | 60 km/h  | 80 km/h  |        |
| 関IC - 南在家IC     | 4      | 2      | 2      | 60 km/h  | 60 km/h  |        |
| 南在家IC - 伊賀SA   | 4      | 2      | 2      | 60 km/h  | 60 km/h  | ※1     |
| 伊賀SA - 五月橋IC   | 4      | 2      | 2      | 70 km/h  | 80 km/h  |        |
| 五月橋IC - 神野口IC | 4      | 2      | 2      | 60 km/h  | 80 km/h  | ※2     |
| 神野口IC - 小倉IC   | 4      | 2      | 2      | 70 km/h  | 80 km/h  | ※2     |
| 小倉IC - 福住IC     | 4      | 2      | 2      | 70 km/h  | 80 km/h  |        |
| 福住IC - 天理東IC   | 4      | 2      | 2      | 60 km/h  | 60 km/h  | ※1・※3 |
| 天理東IC - 天理IC   | 4      | 2      | 2      | 60 km/h  | 60 km/h  |        |

(出典:国土交通省中部地方整備局一般国道25号名阪道路(道路事業)https://www.cbr.mlit.go.jp/kikaku/jigyou/data/pdf/h2306_shiryou12.pdf)
- ※1：一部区間の上り線に登坂車線
- ※2：一部区間の下り線に登坂車線
- ※3：開通から20年程度、福住IC - 天理東ICの一部下り線（Ωカーブ付近）は、かつて50 km/hに設定されていた[要出典]。

全区間で片側2車線の本線を持つが、備考の区間には付加車線（登坂車線）がある。

### サービスエリア・パーキングエリア・道の駅
- 名阪国道のサービスエリア (SA)・パーキングエリア (PA)・道の駅にはガソリンスタンドがないが、有料道路ではないため、いったん国道から下りて一部のIC周辺に設置されているガソリンスタンドを利用することが比較的容易である。

- 伊賀IC[33]・関IC[34]付近と上野PA[35]には、民間経営のドライブインが設置されている。かつては大内IC[36]にも設置されていた。

- かつて五月橋IC付近に五月橋SAが有ったが、五月橋ICから離れた場所にまた、五月橋SAが設置される構想がある[要出典]。

### 主なトンネルと橋
| 区間                  | 構造物名     | 長さ                                                | 備考             |
| --------------------- | ------------ | --------------------------------------------------- | ---------------- |
| 久我IC - 向井IC       | 越川大橋     |                                                     |                  |
| 久我IC - 向井IC       | 関トンネル   | 下り線（天理方面）1,110 m 上り線（亀山方面）1,140 m |                  |
| 南在家IC - 伊賀IC     | 加太トンネル | 下り線495 m・上り線500 m                            |                  |
| 伊賀一之宮IC - 中瀬IC | 服部川橋     |                                                     |                  |
| 友生IC - 上野東IC     | 久米川橋     |                                                     |                  |
| 上野IC - 大内IC       | 木津川橋     |                                                     |                  |
| 治田IC - 五月橋IC     | 新五月橋     |                                                     | この橋の上が県境 |
| 福住IC - 五ヶ谷IC     | 高峰橋       |                                                     |                  |
| 福住IC - 五ヶ谷IC     | 薬師橋       |                                                     |                  |
| 福住IC - 五ヶ谷IC     | 中畑橋       |                                                     |                  |
| 五ヶ谷IC - 天理東IC   | 米谷橋       |                                                     |                  |

#### トンネルの数
| 区間              | 上り線 | 下り線 |
| ----------------- | ------ | ------ |
| 亀山IC - 久我IC   | 0      | 0      |
| 久我IC - 向井IC   | 1      | 1      |
| 向井IC - 南在家IC | 0      | 0      |
| 南在家IC - 伊賀IC | 1      | 1      |
| 伊賀IC - 天理IC   | 0      | 0      |
| 合計              | 2      | 2      |

### 道路管理者
- 国土交通省
  - 中部地方整備局北勢国道事務所 : 亀山IC　-　針IC[37]
  - 近畿地方整備局奈良国道事務所 : 針IC　-　天理IC[37]

### 道路情報ラジオ
- 関（亀山IC - 関IC）
- 伊賀（加太トンネル - 下柘植IC）
- 五月（治田IC - 山添IC）
- 針（小倉IC - 一本松IC）
- 天理（天理東IC - 天理IC）

北勢国道事務所管内の関・伊賀・五月局は冒頭に「こちらは国土交通省です。名阪国道を走行中の方にこの時間の道路情報をお知らせします。」と放送される。

### 所管警察
- 三重県警察
  - 高速道路交通警察隊第四小隊 : 亀山IC - 関JCT/伊勢関IC[38]
  - 高速道路交通警察隊第三小隊 : 関JCT/伊勢関IC - 三重県・奈良県境[38]
- 奈良県警察
  - 高速道路交通警察隊本隊 : 三重県・奈良県境 - 天理IC

### 他の自動車専用道路との違い

#### 構造上の問題
当道路は過渡期に建設された道路であるため、構造上の規格を満たしていない箇所がいくつかある。ICの数が多く、またIC間の距離が短い箇所が多い上、加減速車線はかなり短く、高速自動車国道や自動車専用道路としての規格を満たしていない箇所が多い。また、SAのほとんどが一旦国道から降り、再流入するという形式をとっているが、（ICなども含めて）流入・流出の際加減速余裕が全くなく、ドライバーに緊迫した判断を迫る入口が大阪・名古屋方面共に複数存在する。一例として、上り線にあった高峰SAは、加減速車線がほとんど無いうえ、勾配があるカーブの途中にあることもあって、特に合流時には相当の注意を必要とするなど、本線への流入、流出時に危険が伴うことがあった。なお、国土交通省では、接触や追突事故の多いICについて加減速車線の延伸工事を引き続き行うとしている。
有料か無料かを問わず、自動車専用道路に指定されている高速道路である が、ICに料金所が無いため、一部車両の進入禁止を示す標識が設置されているにもかかわらずまれに原付や自転車、歩行者が誤って進入する場合がある。一方、最低速度の規制はないため小型特殊自動車は通行可能である（最高速度15 km/h以下、農耕作業用は35 km/h未満）。

#### 交通量における諸問題
設計速度60 km/hのΩカーブが存在することもあり、最高速度は一部の区間を除いて一般国道自動車専用道路の法定最高速度である60 km/hに制限されているが、道路幅自体は高速自動車国道並みに整備されていることと、両端に接続する東名阪道・西名阪道（いずれも高速自動車国道）の最高速度が80 km/hであることもあって、ほとんどの走行車両が80–100 km/h前後の速度で運転している。そのため、最高速度で走行している車や、急勾配区間で低速となる大型車への追突事故が多発している。また、一度事故が発生すると後続の渋滞の中で追突事故が多発することがあり、そのせいもあってか名阪国道は、2014年の全国の自動車専用道路10 kmあたり、事故発生件数ではワーストワンとなっている。
名古屋 - 大阪間を走行する場合、名神・新名神を利用するより通行料金が安い ほか、難波や天王寺、堺など大阪市南部以南（中央大通以南）の地域へ到達する場合の所要時間も、名神経由と同程度 であるため、交通量は車種や時間帯を問わず多い。西名阪道への接続点に近い福住IC - 天理東ICには、急坂・急カーブ区間（Ωカーブ）があり、走行速度は必然的に低下する。(R=150) (最大勾配6%)
名阪国道を走行する路線バス もあり、これらは比較的低速で運行している。

## 地理

### 通過する自治体
- 三重県
亀山市 - 伊賀市 -
- 奈良県
山辺郡山添村 - 奈良市※（旧都祁村域） - 天理市※（旧福住村域） - 奈良市※（旧五ヶ谷村域） - 天理市

※通過地点は同市の市街地からは遠い。なお、当道路と奈良市街の行き来は天理ICから国道169号などの利用が一般的である。